# The Skiffle Sessions – Live in Belfast 1998
Albums de Van Morrison
Back on Top
(1999) You Win Again
(2000)
The Skiffle Sessions – Live In Belfast 1998 est le 4ième album live de Van Morrison sorti en 2000. Celui-ci nous présente Van avec Lonnie Donegan et Chris Barber. Il a été enregistré les 20 et 21 novembre 1998 au Whitla Hall, à Belfast, Irlande du Nord. 

## Liste des chansons
1. "It Takes a Worried Man" – 3:40
2. "Lost John" – 3:33
3. "Goin' Home" – 3:08
4. "Good Mornin' Blues" – 2:52
5. "Outskirts of Town" – 4:20
6. "Don't You Rock Me Daddy-O" – 1:51
7. "Alabamy Bound" – 2:22
8. "Midnight Special" – 2:53
9. "Dead or Alive" – 2:33
10. "Frankie and Johnny" – 4:31
11. "Goodnight, Irene" – 2:46
12. "Railroad Bill" – 1:57
13. "Mule Skinner Blues" – 3:06
14. "The Ballad of Jesse James" – 3:07
15. "I Wanna Go Home" – 3:46

## Musiciens
- Van Morrison – chant, guitare acoustique
- Lonnie Donegan – chant, guitare acoustique
- Paul Henry - guitare acoustique
- Big Jim Sullivan – guitare acoustique
- Nicky Scott – basse électrique
- Chris Barber – chant, trombone, contrebasse
- Nick Payne – harmonica, saxophone, chœur
- Dr. John – piano
- Alan "Sticky" Wicket – planche à laver, percussions
- Chris Hunt - batterie